# CBM LMC 12
Les CBM LMC 11 et LMC 12/B sont des autocars longue distance lancés en 1976 par la compagnie CBM au Mans. Leur production sera stoppée en 1981.

## Historique

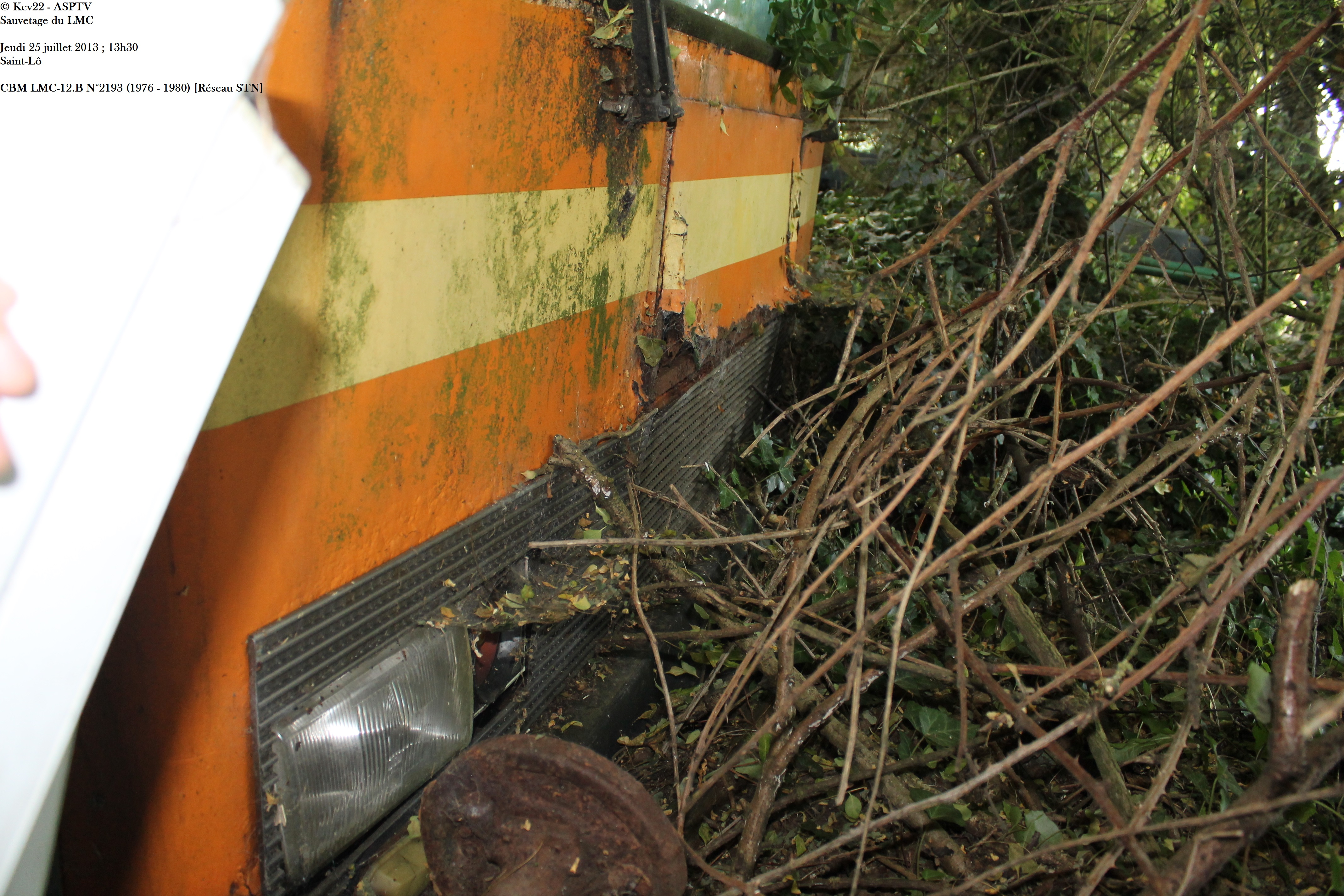
CBM LMC 12/B - Face avant.

Successeur du CBM LMC 12/A dont il conserve la mécanique, le LMC 12/B est investi de la lourde mission de répondre plus efficacement aux besoins des agences de voyages Tourisme Verney. En 1976 sort le dérivé CBM du SAMV TD 5 : l'autocar tourisme trois essieux de la SAMV. Il porte le nom de LMC 12/A sans grande modification en attendant le premier véhicule Grand Tourisme de CBM jusque 1977.

### LMC 12/A
Il est la reprise du TD5 avec une production s'échelonnant d'octobre 1976 à juillet 1977[réf. nécessaire].

### LMC 12/B
La nouvelle carrosserie est présentée sous le nom de LMC 12/B. Il est très attendu par les réseaux pour faire de la longue distance, puisqu'il est apte à concurrencer les autocars étrangers dont les concurrents en sont équipés. Il permet de franchir un palier important en matière de confort, etc. et permettra le développement de Tourisme Verney. Il sera produit de mai 1977 à février 1981. Il conserve la mécanique du TD 5 et doit répondre aux besoins des agences de voyages Verney. L'usine CBM produit 114 exemplaires pour les réseaux Verney. Cependant le TV est apposé sur les véhicules, mais la marque Tourisme Verney n'est pas encore créée.
Le LMC 12/B, propulsé par une motorisation DAF, est équipé de 48 sièges "super luxe" avec possibilité d'avoir 53 places avec ou sans strapontins. L'intérieur du véhicule est moquetté jusqu'au plafond. La version 48 places perd trois places sur celles de 53 dû à la présence d'un cabinet WC : a cela s'ajoute de l'optionnel avec un bar, une installation vidéo et de l'air conditionné.
Son PTAC est de 18,990 tonnes.

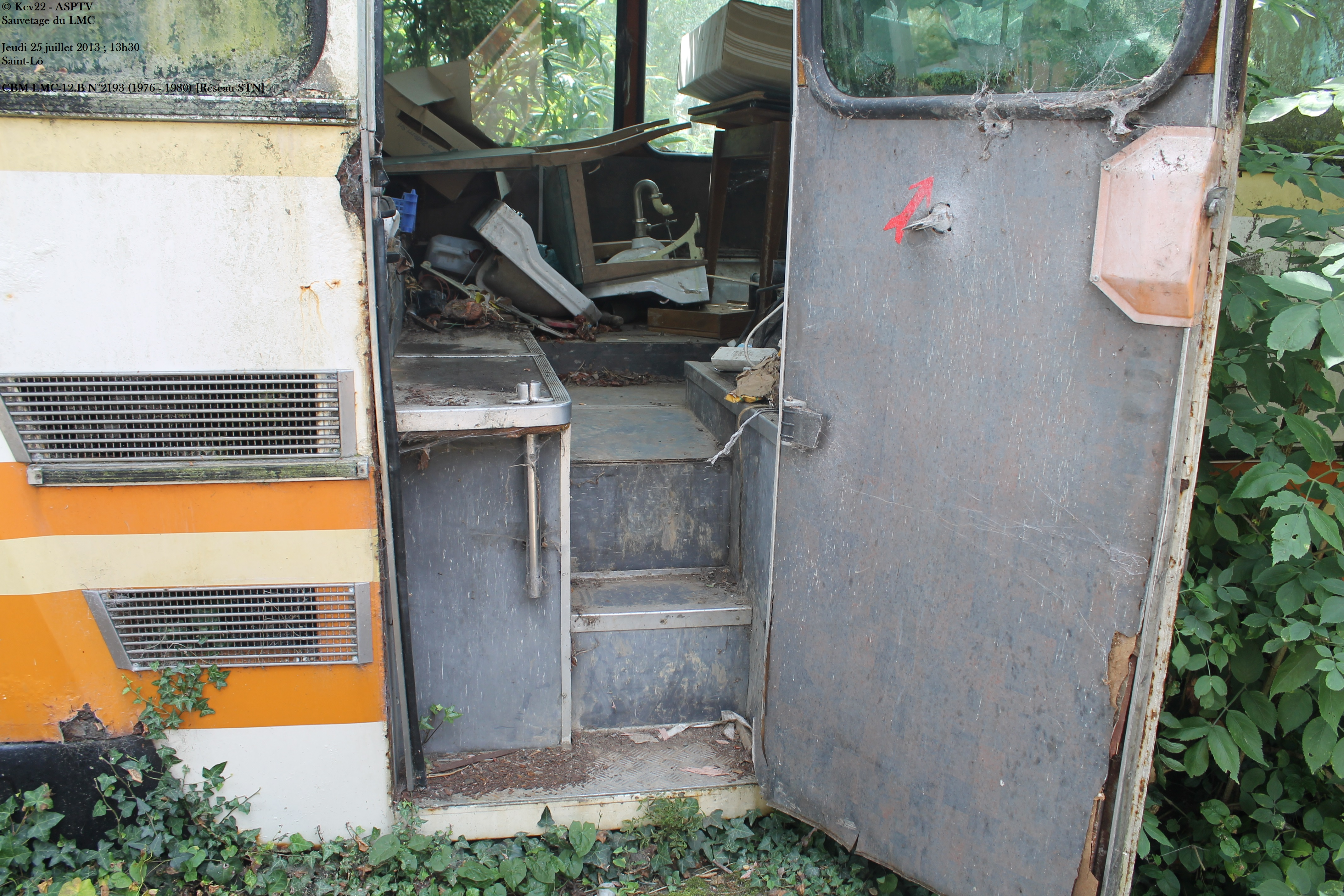
Entrée arrière
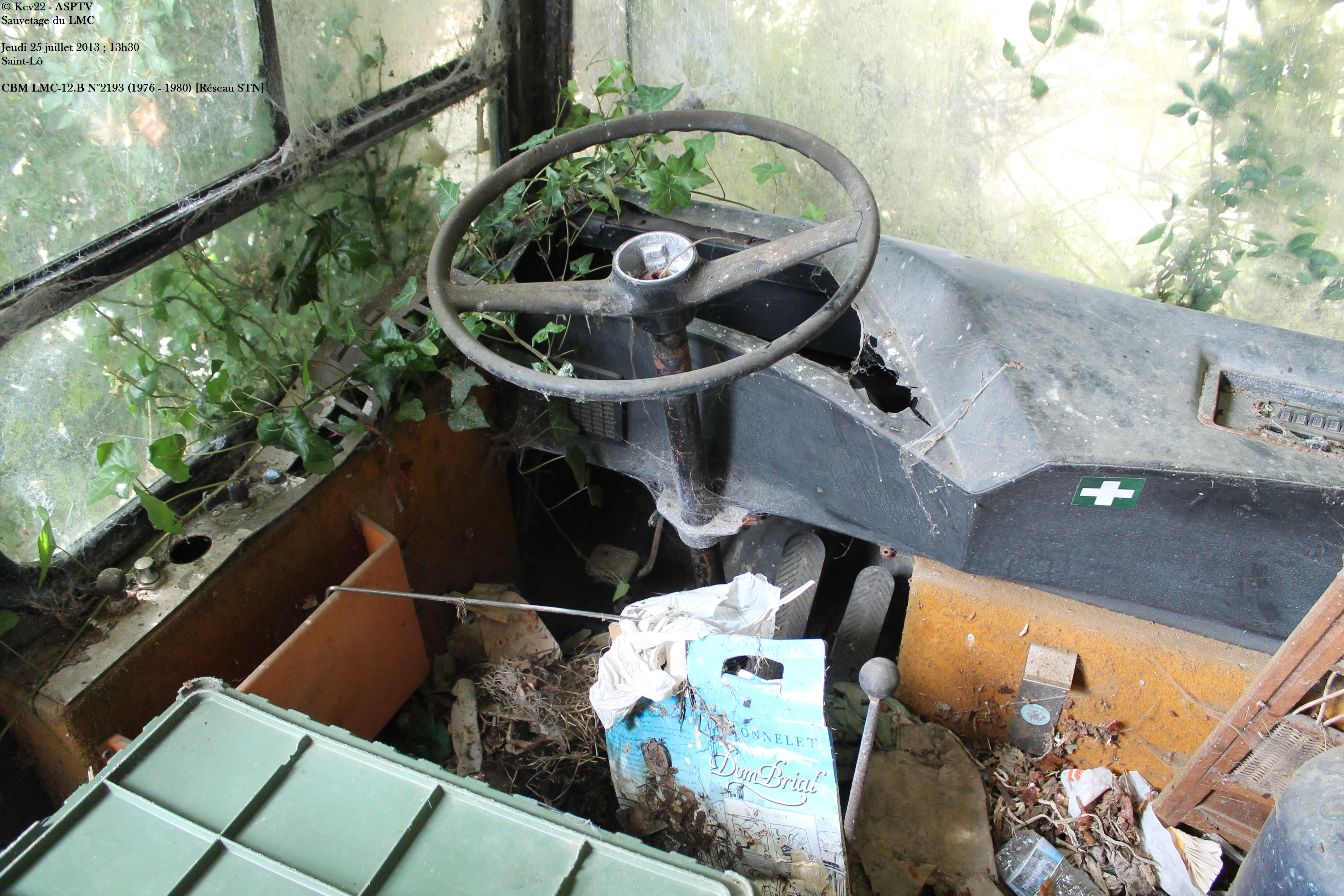
Poste de conduite
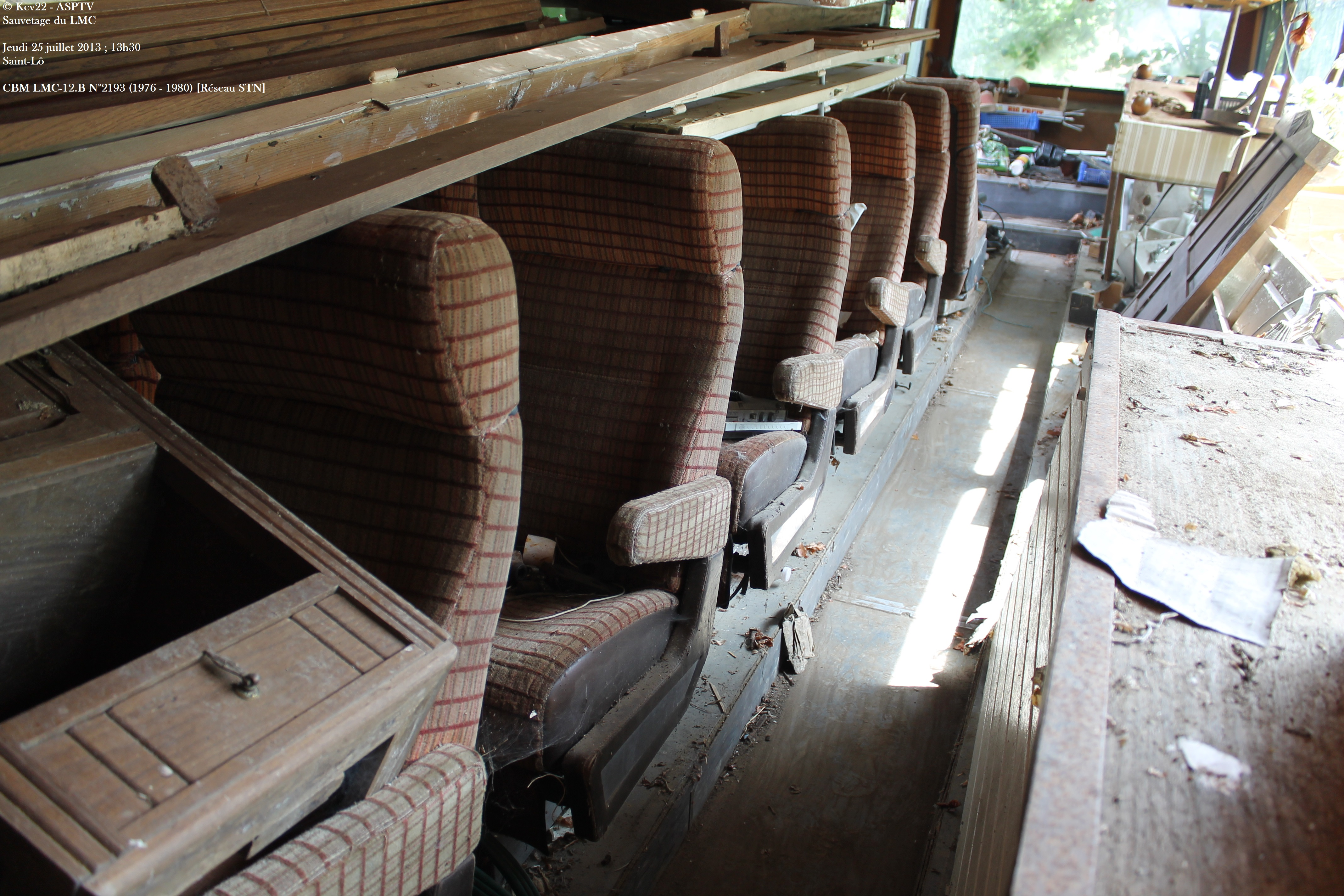
Intérieur
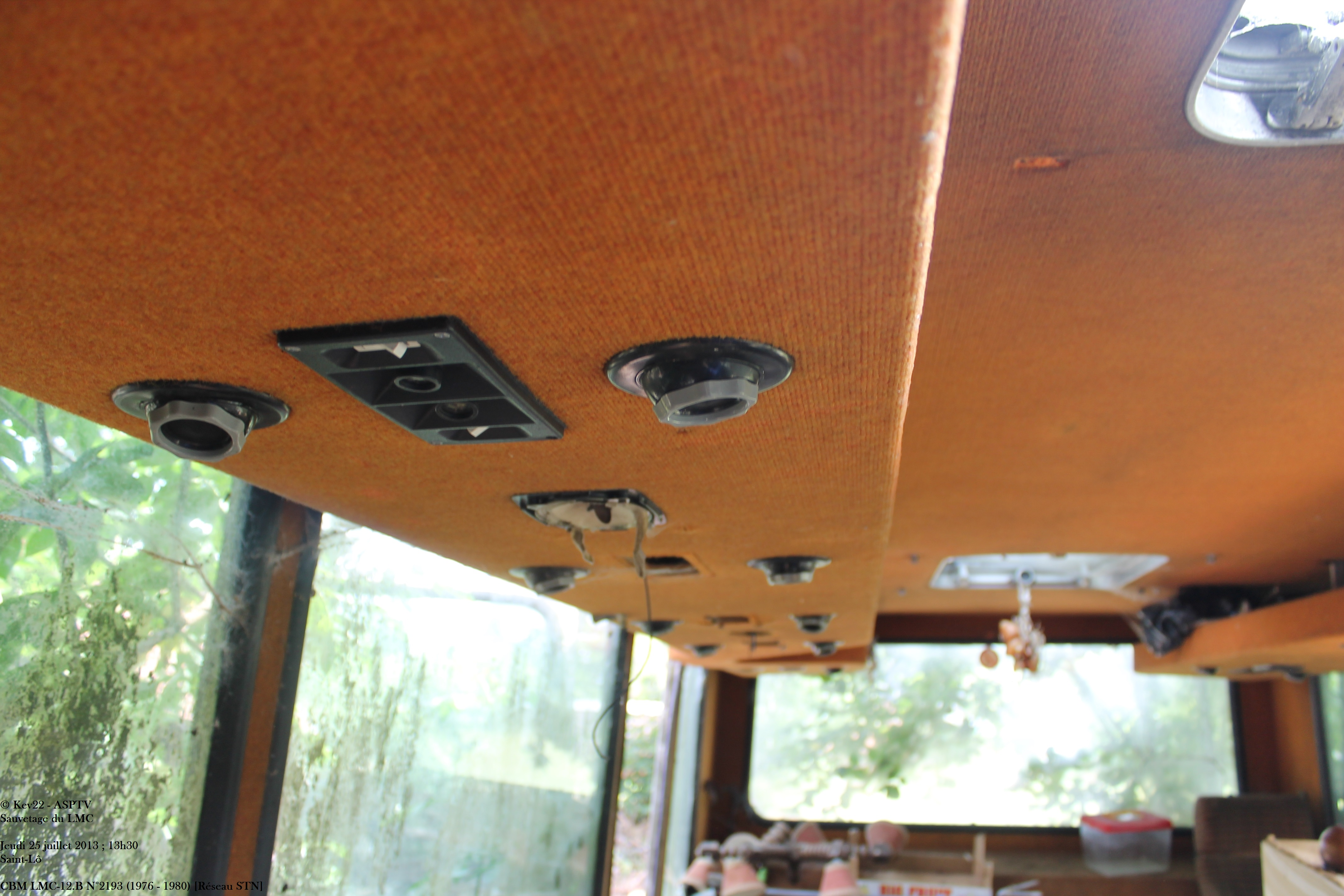
Intérieur
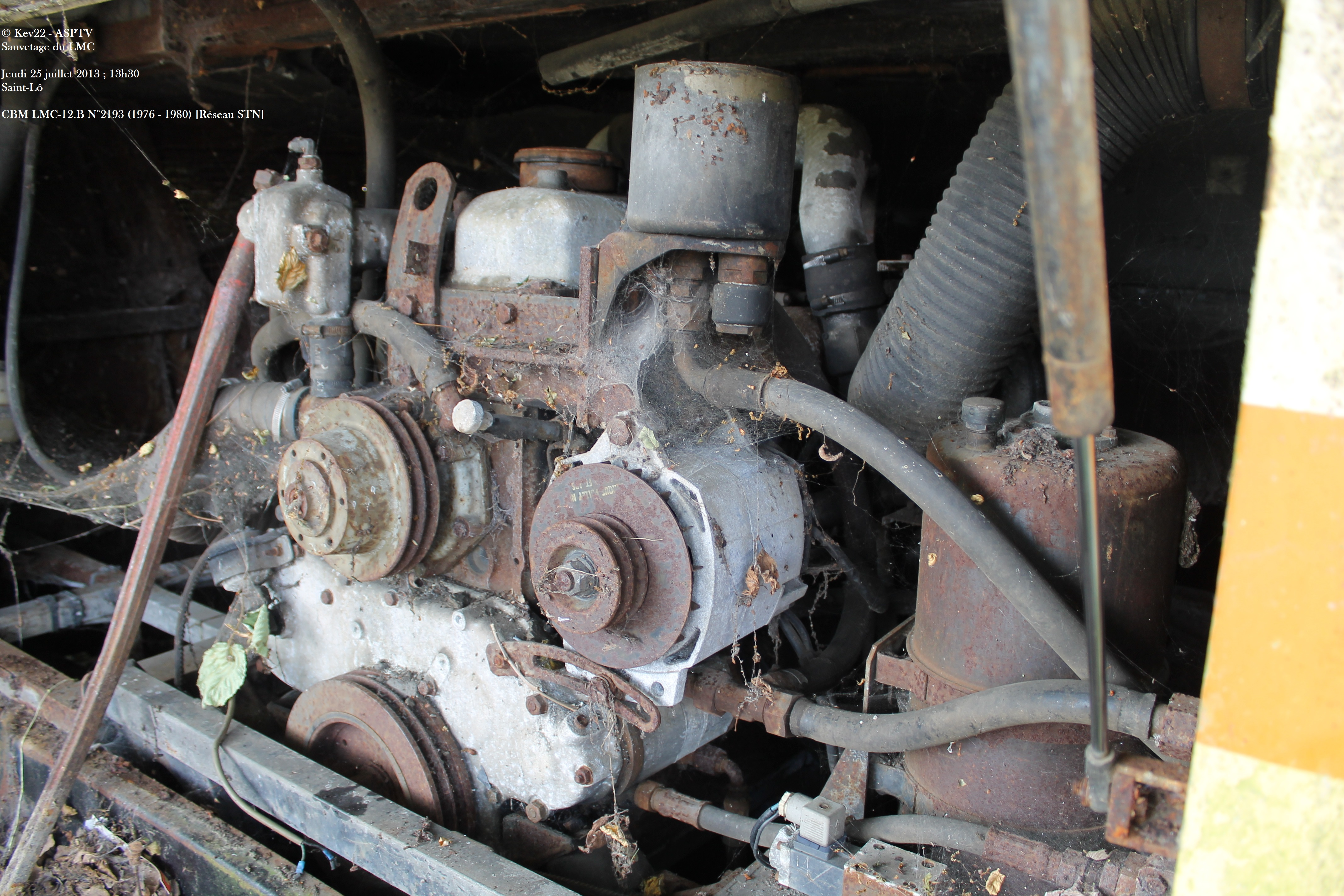
Moteur

## Préservation

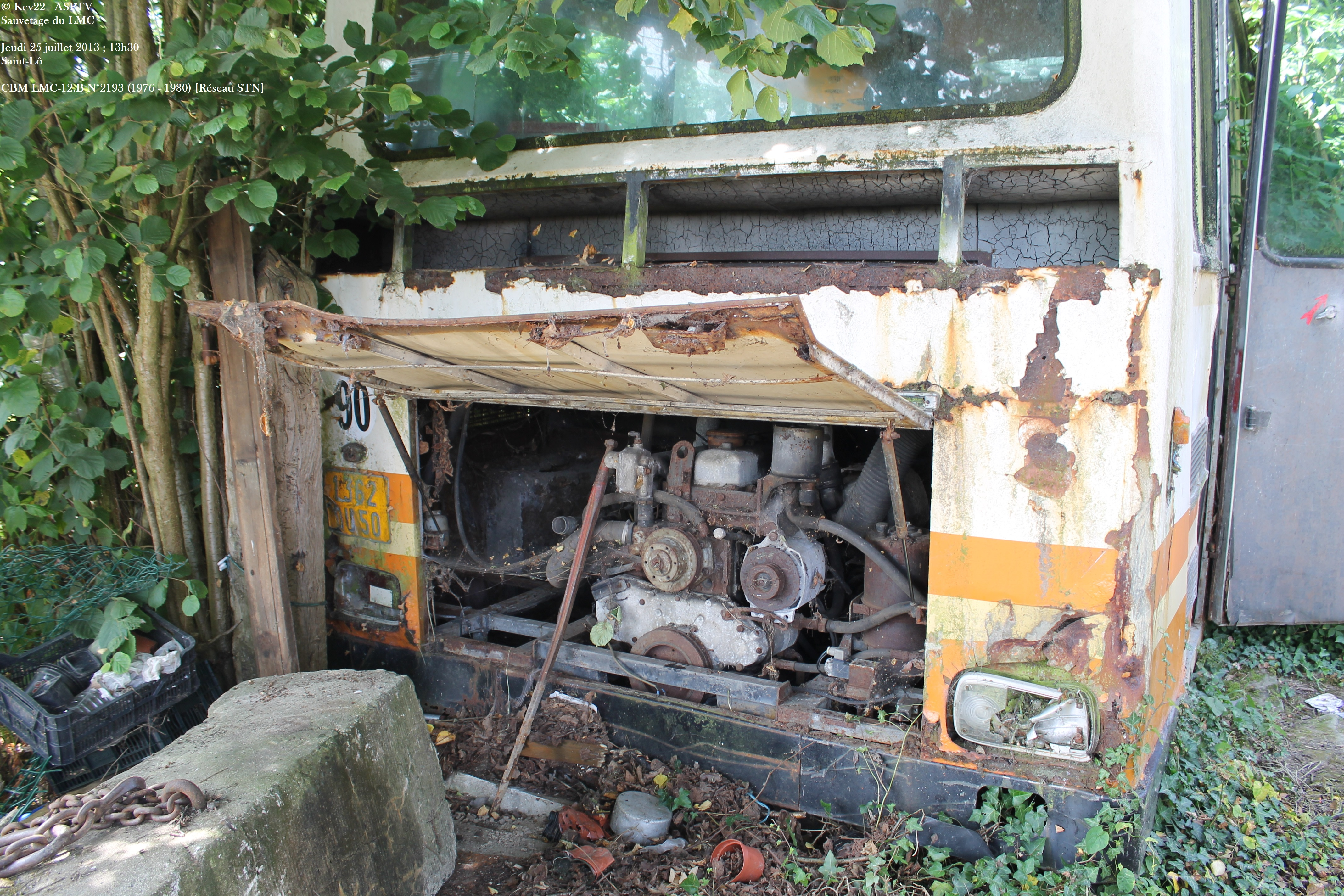
CBM LMC 12/B - N°2193

- Un exemplaire est conservé en Normandie depuis la fin des années 90. C'est le Musée des Transports Verney qui s'est attelé au projet avec la coopération du propriétaire. Il a roulé pour le compte de la STN-TV 50 à Saint-Lô et a reçu deux découpes différentes : il porte le numéro 2193.
- Un second exemplaire sert de tribune pour un hippodrome dans la Sarthe.